# Línea 500 (San Andrés de Giles)
La línea 500 pertenece al partido de San Andrés de Giles, siendo operada por Masterbus. Une el pueblo de Cucullú con San Andrés de Giles.

## Recorrido
- San Andrés de Giles - Cucullu[1]